# Motor
|  | Aquest article tracta sobre la màquina. Vegeu-ne altres significats a «Motor (desambiguació)». |

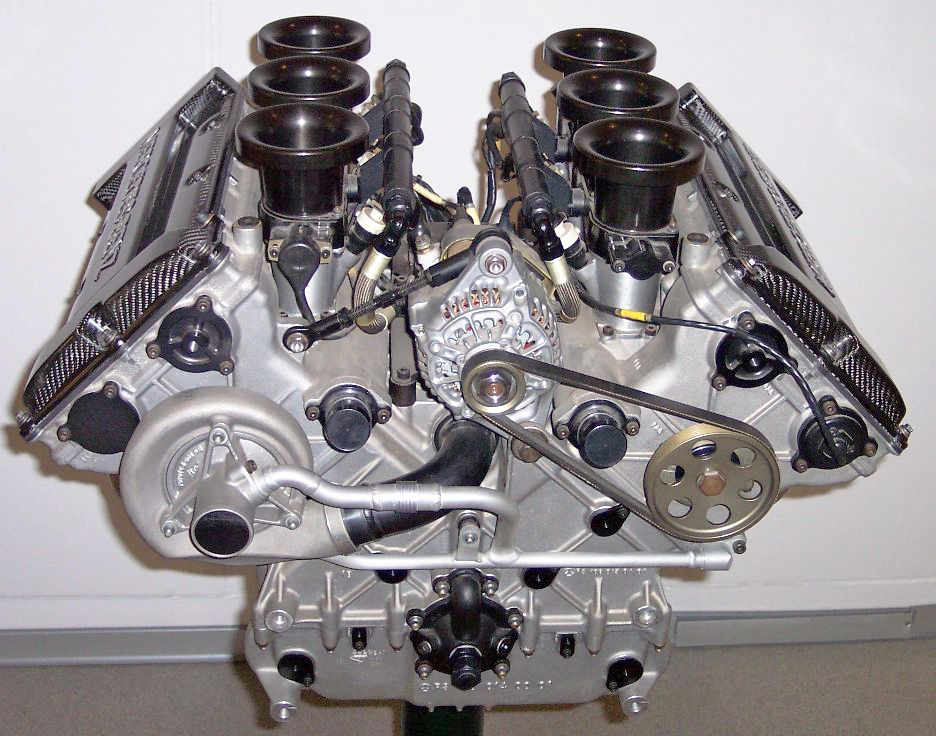
Motor de combustió de 6 cilindres en V d'un Mercedes

Un motor és una màquina capaç de transformar l'energia emmagatzemada en combustibles, bateries o altres fonts en energia mecànica capaç de transformar energia en treball. Als automòbils aquest efecte és una força que produeix el moviment del vehicle.
Existeixen diversos tipus, sent comú classificar-los en:
- Motors tèrmics, quan el treball s'obté a partir d'algunes diferències de temperatura.
- Motors elèctrics, quan el treball s'obté a partir d'un corrent elèctric.
- Motors de combustió interna, quan el treball s'obté de combustibles fòssils, com el petroli.

Als aerogeneradors, les centrals hidroelèctriques o els reactors nuclears també es transforma algun tipus d'energia en un altre. Tanmateix, la paraula motor es reserva per als casos en els quals el resultat immediat és energia mecànica.

## Història

### Antiguitat
Les màquines simples com les maces o els rems són prehistòrics. A l'antiguitat van existir alguns motors complexos que utilitzaven energia humana, animal, eòlica o hidràulica. Per exemple, l'energia humana era usada en motors simples com cabrestants o torns amb arranjaments de cordes i politges. Aquests motors simples eren utilitzats a vaixells a l'Antiga Grècia o a màquina de setge a l'Antiga Roma.
Alguns autors d'aquestes èpoques com Vitruvi, Frontí i Plini el Vell, parlaven d'aquestes màquines com quelcom comú o habitual, per la qual cosa la seva invenció es podria remuntar a èpoques encara més antigues.
Durant el segle i, vaques i cavalls van ser usats en molins i altres màquines similars a les que anteriorment eren accionades per humans.
Segons Estrabó, en el segle i un molí d'aigua va ser construït a Kaberia durant el regne de Mitrídates. En els següents segles es va estendre per tot l'Imperi Romà l'ús de rodes hidràuliques. Algunes d'aquestes màquines incloïen aqüeductes, dics i comportes per mantenir i canalitzar l'aigua a través de sistemes d'engranatges o rodes dentades fetes de fusta i metall amb l'objectiu de regular la velocitat de rotació. Altres dispositius sofisticats, com el mecanisme d'Anticitera, usaven trens d'engranatges complexos i dials per funcionar com a calendaris o predir esdeveniments astronòmics.
En un poema d'Ausoni escrit al segle 4 d.C., l'autor esmenta una serra per tallar pedres accionada per aigua.

### Edat Mitjana
Enginyers musulmans de l'Edat Mitjana van utilitzar engranatges en molins i van utilitzar dics com una font d'energia hidràulica per proveir energia addicional a molins i altres màquines. Aquests avenços tecnològics van permetre mecanitzar moltes tasques que abans eren desenvolupades per humans.
L'any 1206, Al Jazarí va utilitzar un sistema biela-manovella per a dues de les seves màquines.
Una turbina de vapor rudimentària va ser descrita per Taqí-d-Din el 1551 i per Giovanni Branca en 1629.
En el segle xiii, el motor de coet sòlid va ser inventat a la Xina. Algunes formes simples de motor de combustió interna van ser utilitzades en focs artificials i en armes propulsores creades per ser emprades en guerres.

### Revolució industrial

Animació que mostra les quatre etapes d'un motor de combustió interna de quatre temps alimentat amb benzina amb bugies d'ignició elèctriques:
1-Alimentació (Ingrés de combustible)
2-Compressió
3-Ignició (Es crema el combustible)
4-Emissió (S'evacuen els gasos).

La màquina de vapor de Watt va ser el primer tipus de màquina de vapor que usava el vapor a una pressió just per sobre de la pressió atmosfèrica per conduir el pistó ajudat per un buit parcial. Millorant el disseny de la màquina de vapor de Newcomen (1712), la màquina de vapor de Watt (desenvolupada entre 1753 a 1775) va ser un gran pas en el progrés de la màquina de vapor. Oferint un extraordinari increment en l'eficiència de combustible, el disseny de James Watt es va convertir en sinònim de màquina de vapor, en gran part a causa del seu soci comercial Matthew Boulton. Això va permetre el desenvolupament ràpid de fàbriques semiautomàtiques en una escala que abans hagués estat inimaginable en llocs on l'energia hidràulica no estava disponible. Desenvolupaments posteriors van donar lloc a les locomotores de vapor i a una gran expansió del transport ferroviari.
En aquesta època hi va haver nombroses grans aportacions a la història dels motors de combustió interna, els quals van permetre la fabricació dels motors que coneixem en l'actualitat. Pel que fa als motors de pistó de combustió interna, aquests van ser provats a França el 1807 per de Rivaz i, independentment, pels germans Niépce. Teòricament van ser avançats per Carnot el 1824. El 1853–57 Eugenio Barsanti i Felice Matteucci van inventar i patentar un motor que utilitzava el principi de pistó lliure que possiblement era el primer motor de 4 temps. La invenció d'un motor de combustió interna que més tard va tenir èxit comercial va ser realitzada durant 1860 per Etienne Lenoir.
El 1877, el cicle Otto va ser capaç de donar una ràti de potència a pes molt més alta que les màquines de vapor i va funcionar molt millor per a moltes aplicacions de transport com ara cotxes i avions. El desenvolupament d'aquests motors continua avançant amb el pas del temps, convertint-se cada cop en màquines més complexes i eficients.

## Motor elèctric
Un motor elèctric utilitza energia elèctrica per produir energia mecànica, normalment mitjançant la interacció de camps magnètics i conductors de corrent. El procés invers, produir energia elèctrica a partir d'energia mecànica, es realitza mitjançant un generador o dinamo. Els motors de tracció utilitzats en els vehicles solen dur a terme ambdues tasques. Els motors elèctrics poden funcionar com a generadors i viceversa, encara que això no sempre és pràctic.
Els motors elèctrics són omnipresents i es troben en aplicacions tan diverses com ventiladors industrials, bufadors i bombes, màquines eina, electrodomèstics, eines elèctriques i discos durs. Poden funcionar amb corrent continu (per exemple, un dispositiu portàtil o un vehicle de motor alimentat per bateria) o amb corrent alterna procedent d'una xarxa de distribució elèctrica central. Els motors més petits es poden trobar als rellotges de polsera elèctrics. Els motors de mida mitjana, amb dimensions i característiques molt estandarditzades, proporcionen una potència mecànica adequada per a usos industrials. Els motors elèctrics més grans s'utilitzen per a la propulsió de grans vaixells i per a compressors d'oleoductes, amb potències de milers de kilowatts. Els motors elèctrics es poden classificar per la font d'energia elèctrica, per la construcció interna i per l'aplicació.

Diagrama d'un motor elèctric.

El principi físic de la producció de força mecànica mitjançant la interacció d'un corrent elèctric i un camp magnètic ja es coneixia el 1821. Al llarg del segle XIX es van construir motors elèctrics cada vegada més eficients, però la seva explotació comercial a gran escala requeria generadors elèctrics i xarxes de distribució elèctrica eficients.
Per reduir el consum d'energia elèctrica dels motors i la seva empremta de carboni associada, diverses autoritats reguladores de molts països han introduït i aplicat legislació per fomentar la fabricació i l'ús de motors elèctrics de més eficiència. Un motor ben dissenyat pot convertir més del 90% de la seva energia d'entrada en potència útil durant dècades. Quan l'eficiència d'un motor augmenta encara que sigui uns pocs punts percentuals, l'estalvi en quilowatt hora (i, per tant, en cost) és molt més gran. L'eficiència energètica d'un motor d'inducció industrial típic es pot millorar mitjançant:
1. reduir les pèrdues elèctriques en els debanats de l'estator (per exemple, augmentant l'àrea de la secció transversal del conductor, millorant la tècnica del debanat i utilitzant materials amb major conductivitats elèctriques, com el coure),
2. reduir les pèrdues elèctriques a la bobina o colada del rotor (per exemple, utilitzant materials amb més conductivitat elèctrica, com el coure),
3. reduir les pèrdues magnètiques utilitzant acer magnètic de millor qualitat,
4. millorar l'aerodinàmica dels motors per reduir les pèrdues mecàniques,
5. millorar els coixinets per reduir les pèrdues per fricció, i
6. minimitzar les toleràncies de fabricació. Per a més informació sobre aquest tema, vegeu Eficiència premium).

## Rendiment
Els següents indicadors s'utilitzen en l'avaluació del rendiment d'un motor.

### Velocitat
La velocitat es refereix a la rotació del cigonyal en els motors de pistons i la velocitat dels rotors del compressor/turbina i dels rotors del motor elèctric. Es mesura en revolucions per minut (rpm).

### Empenta
Empenta és la força exercida sobre un avió a conseqüència de la seva hèlix o motor de reacció accelerant l'aire que hi passa. També és la força exercida sobre un vaixell a conseqüència de l'hèlix que accelera l'aigua que el travessa.

### Parell
Parell és un moment de gir en un eix i es calcula multiplicant la força que provoca el moment per la seva distància a l'eix.

### Potència
Potència és la mesura de la rapidesa amb què es fa el treball.

### Eficiència
L'eficiència és una mesura de la quantitat de combustible que es malgasta en la producció d'energia.

### Nivells de so
El soroll del vehicle prové principalment del motor a velocitats baixes del vehicle i dels pneumàtics i de l'aire que passa pel vehicle a velocitats més altes. Els motors elèctrics són més silenciosos que els de combustió interna. Els motors que produeixen empenta, com ara turboventiladors, turborreactors i coets emeten la quantitat més gran de soroll a causa de la manera com els seus corrents d'escapament d'alta velocitat que produeixen empenta interactuen amb l'aire estacionari circumdant.
La tecnologia de reducció de soroll inclou silenciadors dels sistemes d'admissió i d'escapament en motors de gasolina i dièsel i revestiments d'atenuació de soroll a les entrades del turboventilador.

## Emissions / Gasos d'escapament
Tots els motors tèrmics alimentats químicament emeten gasos de fuita. Els motors més nets només emeten aigua. Estrictament zero emissions significa, en general, zero emissions diferents de l'aigua i el vapor d'aigua. Només els motors tèrmics que cremen hidrogen pur (combustible) i oxigen pur (oxidant) arriben a les emissions zero segons una definició estricta (a la pràctica, un tipus de motor coet). Si l'hidrogen es crema en combinació amb aire (tots els motors de respiració d'aire), es produeix una reacció lateral entre l'oxigen atmosfèric i el nitrogen atmosfèric que dona lloc a petites emissions de NOx, que és advers fins i tot en petites quantitats. Si es crema un hidrocarbur (com alcohol o gasolina) com a combustible, s'emeten grans quantitats de CO2, un potent gas d'efecte hivernacle. L'hidrogen i l'oxigen de l'aire poden reaccionar en aigua mitjançant una pila de combustible sense producció col·lateral de NOx, però es tracta d'un motor d'electroquímica i no d'un motor tèrmic.